# Andrea Ribeca
Andrea Ribeca (ur. 6 sierpnia 1974 w Viterbo) — włoski DJ i producent muzyczny. Były członek trance'owego duetu NU NRG.

## Życiorys

### Wczesne życie
Ribeca przyszedł na świat w 1974 roku w Viterbo. W młodzieńczych latach wykazywał zainteresowanie muzyką taneczną. Swoje pierwsze doświadczenie z gramofonami przeżył mając 16 lat. Od tamtej pory został scratchującym DJ-em, co wiązało się z początkami jego kariery. W wieku 17 lat eksperymentował z graniem utworów live-act.

### Kariera

#### Początki
Po dwóch latach od rozpoczęcia kariery, w 1992 roku Ribeca wydaje swój pierwszy utwór. Zatytułował go Diabolic Step, który został zaprezentowany dzięki wydawnictwu Sysmo Records. Od tego momentu zaczął grać jako rezydent w klubach nocnych charakteryzujących się muzyką techno lub trance. Podczas jednej z imprez, w 1999 roku poznaje Giuseppe Ottavianiego. Postanawia z nim założyć trance'owy projekt NU NRG.

#### NU NRG (2001-2005)
Po dwóch latach od założenia projektu Ribeca i Ottaviani wydali swój pierwszy utwór, Dreamland. Krótko po tym wydarzeniu duet został odkryty przez niemieckiego DJ-a i producenta Paula van Dyka, który zaprosił ich do podpisania umowy z jego labelem – Vandit Records. Utwór został wydany w kompilacji The Politics of Dancing jeszcze tego samego roku. Kariera włoskiego projektu od tamtego momentu nabrała tempa. Dzięki wsparciu van Dyka, Ribeca i Ottaviani już po roku zaczęli grać w niemieckich klubach. Po pewnym czasie zaczęli organizować cykliczne wydarzenia Love from Above. W 2003 roku Vandit Records wydał minialbum – Space Flow, w którym włoscy didżeje udowodnili własny talent. W listopadzie tego samego roku duet podbił klubowe parkiety minialbumem Connective. Osiągnął on wielki sukces; podczas promowania nowej płyty inicjatywę wspierali artyści tacy jak Armin van Buuren, Tiësto czy Ferry Corsten.
Rok 2004 okazał się być przełomowym w karierze włoskich DJ-ów. Ich pierwszy album – Freefall zapewnił im międzynarodowy rozgłos oraz uznanie krytyków muzycznych. Płyta wydana w lipcu pozwoliła duetowi zagrać na takich imprezach jak Nature One, International Music Festival w Kanadzie czy Cream na Ibizie. Od tej pory zaczęli występować w formie live-act, co było spowodowane zamiłowaniem Ottavianiego do gry na keyboardzie połączonym z doświadczeniem Ribeki. Zastosowana wiedza przyczyniła się do tego, że duet został nagrodzony na gali Trance Awards za najlepszy live-act.
W 2005 roku projekt został zamknięty. Ribeca postanowił rozpocząć karierę pod własnym imieniem i nazwiskiem. Wiele utworów, które zostały zaprezentowane podczas występu przed publicznością pod szyldem NU NRG do dziś nie zostały wydane.

#### Solo (od 2005)
Po odejściu od projektu Ribeca związał się z wydawnictwem Milk Records. Pomimo mniejszej popularności od Ottavianiego – z sukcesem koncertuje w klubach zachodniej Europy czy jest zapraszany na różne festiwale. W 2009 roku pomaga swojemu byłemu koledze w aranżacji utworu Angel. W ostatnich latach jego twórczość zostaje wydana w wydawnictwie Aly & Fila – Future Sound of Egypt, w którym na światło dzienne wychodzą takie utwory jak Rosa czy Astral Key.

## Dyskografia

### Albumy studyjne
| Rok wydania | Tytuł    |
| ----------- | -------- |
| 2004        | Freefall |

### Single

#### Jako Andrea Ribeca
| Rok wydania | Tytuł                            |
| ----------- | -------------------------------- |
| 2019        | Astral Key                       |
| 2019        | Protected                        |
| 2019        | Tonight (ft. Sylvia Hanami)      |
| 2019        | Ola Del Sol                      |
| 2018        | Rosa                             |
| 2018        | Space Circle                     |
| 2018        | Encanto                          |
| 2018        | Siren Calls                      |
| 2017        | Firewire                         |
| 2017        | Cyber Angel                      |
| 2017        | Amoroso                          |
| 2016        | And Was Light                    |
| 2015        | Cyberfly (ft. Lokka Vox)         |
| 2014        | Throught The Blue                |
| 2014        | Touches Of Love (ft. Anthya)     |
| 2014        | Joker                            |
| 2012        | Always in Paradise (ft. Anthya)  |
| 2012        | Sogni Progressivi                |
| 2012        | Hold Me Now (ft. Tiff Lacey)     |
| 2011        | Right In Your Heart (ft. Ofelia) |
|             | Collision (ft. Ofelia)           |
| 2010        | Gaia                             |
| 2010        | Nucleo                           |
| 2005        | Teck Lock                        |
| 2002        | One Turn                         |
| 2001        | Apple Juice                      |
| 1999        | U.F.O / Andromeda / Music        |
| 1999        | Alert                            |
| 1998        | Autoload                         |
| 1992        | Diabolic Step                    |

#### Jako NU NRG
| Rok wydania | Tytuł                                                  |
| ----------- | ------------------------------------------------------ |
| 2007        | Natural Think                                          |
| 2007        | Be Right Back                                          |
| 2007        | Last Experience'01                                     |
| 2007        | D-31                                                   |
| 2007        | Opportunity                                            |
| 2007        | Kosmosy                                                |
| 2006        | Casino                                                 |
| 2005        | End Kis                                                |
| 2005        | Light Future                                           |
| 2005        | Dreamland'05                                           |
| 2005        | Atomo                                                  |
| 2004        | Shadow                                                 |
| 2004        | Tommotor                                               |
| 2004        | Astralis                                               |
| 2004        | Bonsai                                                 |
| 2004        | Visual Sonar                                           |
| 2004        | Free Fall                                              |
| 2003        | The Mind                                               |
| 2003        | Le Mirage                                              |
| 2003        | Connective                                             |
| 2003        | Universe                                               |
| 2003        | Supersonic Way                                         |
| 2003        | Butterfly                                              |
| 2002        | Dreamland Re-Edit                                      |
| 2002        | The Moon ft. NU NRG                                    |
| 2001        | New Energy – One Turn                                  |
| 2001        | New Energy – Illusion                                  |
| 2001        | Dreamland                                              |
| 2001        | New Energy – Apple Juice                               |
| 2001        | New Energy – Energetic Wave                            |
| 2001        | New Energy – Take your Air                             |
| 2001        | Murphy Brown und NU NRG – Progressive Tanzproductionen |
| 2001        | Aloa-P                                                 |
| 2001        | Spike                                                  |
| 2001        | Energizer                                              |